# Parallelia feneratrix
Parallelia feneratrix là một loài bướm đêm trong họ Erebidae.